# Liste der Magdeburger Polizeipräsidenten
Die Liste der Magdeburger Polizeipräsidenten benennt die Präsidenten des Polizeipräsidiums Magdeburg und dessen Vorgängerbehörden.
| Amtsantritt       | Amtsende      | Name                                | Bemerkungen     |
| ----------------- | ------------- | ----------------------------------- | --------------- |
| 1817              | 1831          | August Wilhelm Francke              | Polizeidirektor |
| 1841              | 1844          | Ludwig von Kamptz                   | Polizeidirektor |
| 1851              | 1878          | Adolf von Gerhardt                  |                 |
| 1879              | 1888          | Carl von Arnim                      |                 |
| 1888              | 1905          | Georg Keßler                        |                 |
| 1905              | 1910          | Georg von Lambsdorff                |                 |
| 1910              | 1918          | Kurt von Alten                      |                 |
| 1918              | 1919          | Albert Vater                        |                 |
| 1919              | 1925          | Gustav Krüger                       |                 |
| 1925              | 1929          | Hans Menzel                         |                 |
| 1930              | 1932          | Horst W. Baerensprung               |                 |
| 1932              | 1933          | Ferdinand Freiherr von Nordenflycht |                 |
| 4. Mai 1933       | 30. Juni 1934 | Konrad Schragmüller                 |                 |
| 12. Dezember 1934 | 1937          | Carl Christiansen                   |                 |
| 1. Dezember 1937  | 1945          | Andreas Bolek                       |                 |
| 1945              | 1949          | Willi Wallstab                      |                 |